# Tyrimnus leucographus
Tyrimnus leucographus ist die einzige Pflanzenart  der Gattung Tyrimnus in der Familie der Korbblütler (Asteraceae).

## Merkmale
Tyrimnus leucographus ist ein einjähriger Schaft-Therophyt, der Wuchshöhen von 20 bis 200 Zentimetern erreicht. Die Blätter sind fiederteilig, weißnervig, lang herablaufend und dornig gezähnt. Die Körbchen sind einzeln auf langen, blattlosen Stielen angeordnet und haben einen Durchmesser von 15 bis 25 Millimetern. Die Blüten sind meist purpur-rosa gefärbt, seltener weiß. Die Früchte sind ungefähr 4 Millimeter groß, zusammengedrückt, kahl und schwarz-rot. Der Pappus besteht aus zahlreichen Reihen weißer Haare und ist 12 Millimeter groß.
Die Blütezeit reicht von Mai bis Juli.
Die Chromosomenzahl beträgt 2n = 34.

## Vorkommen
Tyrimnus leucographus kommt im Mittelmeerraum vor. Das Verbreitungsgebiet erstreckt sich von Spanien und Frankreich bis Italien, Sizilien, Sardinien und Korsika, Libyen, die Balkanhalbinsel, Bulgarien, die Türkei, die Ägäis, Syrien, Libanon und Zypern.
Die Art wächst auf Brachland, offenen und sandigen oder steinigen Ruderalstellen sowie in Flussbetten. Auf Kreta ist sie in Höhenlagen von 0 bis 750 Metern zu finden.

## Belege
1. 1 2 3 4  Ralf Jahn, Peter Schönfelder: Exkursionsflora für Kreta. Mit Beiträgen von Alfred Mayer und Martin Scheuerer. Eugen Ulmer, Stuttgart (Hohenheim) 1995, ISBN 3-8001-3478-0, S. 324.
2. ↑   Tropicos.
3. ↑  Werner Greuter (2006+): Compositae (pro parte majore). – In: W. Greuter & E. von Raab-Straube (Hrsg.): Compositae. Euro+Med Plantbase - the information resource for Euro-Mediterranean plant diversity. Datenblatt Tyrimnus leucographus In: Euro+Med Plantbase - the information resource for Euro-Mediterranean plant diversity.